# Мощенка (Курська область)
Мощенка (рос. Мощенка) — присілок в Золотухинському районі Курської області Російської Федерації.
Населення становить 55 осіб. Входить до складу муніципального утворення Будановська сільрада.

## Історія
Населений пункт розташований на території українського етнічного та культурного краю Східна Слобожанщина.
Від 2004 року входить до складу муніципального утворення Будановська сільрада.

## Населення
| 2002 | 2010 |
| ---- | ---- |
| 74   | ↘55  |